# まんが家デビュー物語DS 〜あこがれ!まんが家育成ゲーム〜
『まんが家デビュー物語DS 〜あこがれ!まんが家育成ゲーム〜』（まんがかデビューものがたりディーエスあこがれまんがかいくせいゲーム）は、TDKコアから2005年11月10日に発売されたニンテンドーDS用ゲームソフト。

## 概要
主人公（プレイヤー）は漫画家を目指す中学生となって漫画を描くために必要な知識や技術を身に着け3年間を過ごしてゆく。エンディングは6種類以上ある。

## 登場人物
主人公
漫画家を目指す女の子。